# Santa's Xmas Caper
Santa's Xmas Caper, chiamato anche Santa's Christmas Capers su schermo, è un videogioco sparatutto a scorrimento a tema natalizio pubblicato nel 1990-1991 per Amstrad CPC, Commodore 64 e ZX Spectrum dalla Zeppelin Games. Si controlla la slitta volante di Babbo Natale trainata da una singola renna.
Nel 1993 la Zeppelin pubblicò anche Santa's Xmas Caper per Amiga e MS-DOS, il quale, pur avendo la stessa copertina, è un gioco del tutto diverso, un platform con Babbo Natale a piedi.

## Modalità di gioco
Il giocatore pilota la slitta volante vista di lato, muovendosi in tutte le direzioni e sparando verso destra, su uno sfondo a scorrimento orizzontale costante verso destra.
Si devono schivare o distruggere vari nemici, spesso giocattoli o altri elementi natalizi, e schivare proiettili e parti dello scenario. Se colpiti si perde una vita.
Ci sono tre livelli corrispondenti a Lapponia, Oceano Atlantico (con clima artico) e consegna dei regali (sorvolando le case). Al termine di ogni livello ci sono scontri con boss, a scorrimento fermo.
Per il resto l'aspetto e il design sono molto diversi tra la versione Commodore 64 e le altre due. Su Commodore 64 Babbo Natale spara oggetti natalizi, diversi a ogni colpo, mentre su Amstrad e Spectrum la slitta apparentemente senza pilota (un Babbo Natale gigante appare invece come boss finale) spara palle di neve. Nemici e ostacoli sono molto diversi.
Su Commodore 64 non è sempre chiaro cosa sia sfondo decorativo innocuo e cosa sia ostacolo letale; in particolare il secondo livello è caratterizzato da iceberg che sono ostacoli e sporgono dal mare ma anche dal cielo, come in una caverna, creando a volte passaggi molto stretti.
Caratteristica delle versioni Amstrad e Spectrum è la possibilità di raccogliere regali, rappresentati da facce di Babbo Natale o bicchieri di vino, durante i primi due livelli. Nel terzo livello i regali accumulati si possono scaricare al volo nei camini delle case per aumentare il punteggio.

## Colonna sonora
Sono presenti diversi temi musicali, spesso natalizi. Solo su Commodore 64 sono presenti durante il gioco, mentre nelle altre versioni si sentono solo negli intermezzi tra i livelli.

## Accoglienza
Santa's Xmas Caper fu recensito dalla stampa britannica, come gioco a basso costo, con giudizi molto variabili.
La versione Commodore 64 fu apprezzata dalla rivista Zzap!64 (79%) per la giocabilità, anche se non ha meccaniche originali. Commodore Force invece un anno dopo diede un giudizio negativo (46%).
La versione Amstrad CPC fu giudicata estremamente male (6%) da Amstrad Action, in quanto gioco sempliciotto da bambini piccoli eppure troppo difficile per loro. Al contrario la recensione di Amstrad Computer User fu entusiasta.
La versione ZX Spectrum fu considerata sufficiente da Sinclair User (64%), sebbene ritenuta adatta ai più piccoli, mentre Your Sinclair la recensì due volte sempre molto negativamente (14% e 32%).